# Illegal Stills
 (septembre 2018).
Si vous disposez d'ouvrages ou d'articles de référence ou si vous connaissez des sites web de qualité traitant du thème abordé ici, merci de compléter l'article en donnant les références utiles à sa vérifiabilité et en les liant à la section « Notes et références ».
Albums de Stephen Stills
Stephen Stills Live
(1975) Long May You Run
(Stills-Young Band, 1976)
Illegal Stills est le 4e album studio de Stephen Stills, sorti en 1976. 

## Contenu de l'album

### Face A
| No | Titre             | Auteur                            | Durée |
| -- | ----------------- | --------------------------------- | ----- |
| 1. | Buyin' Time       | Stephen Stills                    | 3:36  |
| 2. | Midnight in Paris | - Donnie Dacus - Veronique Sanson | 4:00  |
| 3. | Different Tongues | - Stephen Stills - Donnie Dacus   | 3:09  |
| 4. | Soldier           | - Stephen Stills - Donnie Dacus   | 2:59  |
| 5. | The Loner         | Neil Young                        | 4:16  |

### Face B
| No | Titre           | Auteur                                            | Durée |
| -- | --------------- | ------------------------------------------------- | ----- |
| 1. | Stateline Blues | Stephen Stills                                    | 1:59  |
| 2. | Closer to You   | - Donnie Dacus - Warner Schwebke - Stephen Stills | 3:36  |
| 3. | No Me Niegas    | Stephen Stills                                    | 3:33  |
| 4. | Ring of Love    | - Donnie Dacus - Stephen Stills                   | 4:02  |
| 5. | Circlin'        | - Stephen Stills - Kenny Passarelli (en)          | 4:20  |

## Musiciens
- Stephen Stills - Chant, guitares, basse, claviers
- Donnie Dacus - Guitares, chœurs
- George Perry - basse
- Jerry Aiello - claviers
- Mark Volman - chœurs
- Howard Kaylan - chœurs
- Joe Vitale - batterie
- Tubby Zeigler - batterie
- Joe Lala - percussion